# Вулиця Кобринської (Львів)
Вулиця Кобринської — вулиця у Франківському районі міста Львова, в місцевості Кульпарків. Має форму хреста: починається від вулиці Івана-Теодозія Куровця і за приблизно 50 м від початку розгалужується на три напрямки. Одна з ділянок, що прямує на північ, завершується глухим кутом у кварталі між вулицями Івана-Теодозія Куровця, Шкрібляків та Грабянки, друга, що прямує на схід, перетинається з вулицею Грабянки та прилучається до вулиці Молдавської, третя ділянка, що прямує на південь, перетинається вулицею Кобилиці та прилучається до вулиці Ярослави Музики.

## Історія та забудова
Вулиця прокладена, як і сусідні вулиці, у 1950-х роках. У 1954 році отримала назву вулиця Макарова, на честь радянського розвідника Михайла Макарова (1915-1942). Сучасна назва вулиця Кобринської походить з 1992 року, на честь Наталії Кобринської, української письменниці та організатора українського феміністичного руху.
Забудова вулиці Кобринської — типова для цього району: одноповерхові конструктивістські будинки 1950-х—1960-х років, сучасні приватні садиби.